# Mandala (model polític)
El model polític del mandala es refereix a les relacions de poder al sud-est asiàtic abans del colonialisme europeu. Amb la figura del mandala es fa referència als cercles concèntrics d'influència des dels regnes o ciutats més importants i les relacions de vassallatge de la perifèria. A diferència dels estats moderns, els mandales polítics no tenien fronteres definides, sinó que el poder s'anava diluint des del centre i podia anar solapant-se amb altres poblacions influents, de manera que una mateixa àrea podia dependre de dos centres en diferents graus. Els vassalls havien de proporcionar tributs i soldats al poder central, que garantia subministrament periòdics de béns i protecció a canvi. Eren els líders locals qui establien els pactes o coaccions per mantenir el mandala i les persones que depenien d'aquests líders per diversos vincles heretaven les obligacions derivades d'aquests pactes.